# Olešná (powiat Rakovník)
Olešná – miejscowość i gmina (obec) w Czechach, w kraju środkowoczeskim, w powiecie Rakovník. W 2022 roku liczyła 614 mieszkańców.